# Трибуховцы (Гусятинская поселковая община)
Трибуховцы (укр. Трибухівці) — село в Гусятинской поселковой общине Чортковского района Тернопольской области Украины.
До 2020 года входило в Гусятинский район.
Код КОАТУУ — 6121683903. Население по переписи 2001 года составляло 833 человека.

## Географическое положение
Село Трибуховцы находится в месте впадения реки Тайна в реку Гнилая,
на противоположных берегах расположено село Лычковцы.
Через село проходит автомобильная дорога Т-2002.

## Экономика
- ЧП «Каминопласт».